# 296351 Linyongbin
296351 Linyongbin è un asteroide della fascia principale. Scoperto nel 2009, presenta un'orbita caratterizzata da un semiasse maggiore pari a 2,6441317 au e da un'eccentricità di 0,1025080, inclinata di 4,06650° rispetto all'eclittica.
L'asteroide è dedicato all'astronomo amatoriale cinese Lin Yong-Bin.